# Magdalena Sawicka
Magdalena Sawicka ( 1969) es una botánica polaca, que se desempeña en el Departamento de Botánica y Protección Ambiental de la Universidad Tecnológica de Pomerania Occidental, Szczecin, Polonia. Es especialista en la taxonomía de las orquídeas.

## Algunas publicaciones

### Libros
- dariusz l. Szlachetko, magdalena Sawicka, marta Kras-Łapińska. 2004. Flore du Gabon: Orchidaceae I. Vol. 36. 231 pp. ISBN 2856542166

- --------------------------------, -----------------------, --------------------------. 2004. Orchidaceae II. Vol. 37 de Flore du Gabon. Ed. Muséum national d'histoire naturelle, Département de Systématique et Évolution. 274 pp. ISBN 2856542174

- La abreviatura «Sawicka» se emplea para indicar a Magdalena Sawicka como autoridad en la descripción y clasificación científica de los vegetales.[1]